# František Cinoldr
František Cinoldr (* 1925) byl český marxista v Ústavu vědeckého ateismu. Cinoldr neměl středního vzdělání a do konce války se živil jako reklamní agent. V roce 1948 vstoupil do KSČ a v roce 1949 absolvoval 12 týdenní dělnickou přípravku. Následně pracoval v Ústavu vědeckého ateismu ČSAV v Brně. Po roce 1989 odchází do ústraní.

## Dílo
- Proti klerikálnímu antikomunismu: [sborník], 1973
- Abeceda ateisty, 1981
- Aktuální otázky ateistické výchovy a propagandy v současném ideologickém zápase : Sborník příspěvků z celost. semináře ÚV SAK ČSSR, Brno květen 1987. Díl 2.